# Dave D'Errico
David D'Errico, conosciuto con il nome Dave (Newark, 3 giugno 1952), è un allenatore di calcio ed ex calciatore statunitense, di ruolo difensore.

## Carriera

### Club
Dal 1972 al 1973 milita nella selezione calcistica dell'Hartwick College e nel 1974 viene ingaggiato dai neonati Seattle Sounders, franchigia della NASL. Con i Sounders militò sino al 1977, raggiungendo in due occasioni i quarti di finale del torneo.
La sua militanza con la franchigia di Seattle fu inframezzata da una esperienza europea con gli irlandesi del Dundalk, con cui ottenne il quinto posto nella A Division 1974-1975.
Nel corso della stagione 1977 lasciò i Sounders per trasferirsi ai Minnesota Kicks, con cui raggiunse i quarti di finale del torneo nordamericano.
Nella North American Soccer League 1978 milita nei N.E. Tea Men, con cui raggiunge gli ottavi di finale del torneo.
Anche per il campionato 1978 D'Errico cambia casacca, accasandosi ai Rochester Lancers, con cui però non supera la fase a gironi.
Nella North American Soccer League 1980 è ai San Diego Sockers, con cui raggiunge la semifinale del torneo; questo fu il miglior risultato ottenuto da D'Errico nella NASL.
Nel 1981 passa ai New York Utd, franchigia dell'American Soccer League, con cui raggiunge la finale del torneo, persa contro i Carolina Lightnin'.
Nel 1984 è ingaggiato come allenatore-giocatore dai Charlotte Gold, franchigia della United Soccer League, con cui nel campionato 1984 ottiene il secondo posto della Southern Division.
Contemporaneamente al calcio si dedicò all'indoor soccer, vincendo tre titoli MISL con i New York Arrows tra il 1979 ed il 1982.

### Nazionale
Ha giocato tra il 1974 ed il 1977 diciannove incontri con la nazionale di calcio degli Stati Uniti d'America.

## Statistiche

### Cronologia presenze e reti in nazionale
| Cronologia completa delle presenze e delle reti in nazionale ― Stati Uniti | Cronologia completa delle presenze e delle reti in nazionale ― Stati Uniti | Cronologia completa delle presenze e delle reti in nazionale ― Stati Uniti | Cronologia completa delle presenze e delle reti in nazionale ― Stati Uniti | Cronologia completa delle presenze e delle reti in nazionale ― Stati Uniti | Cronologia completa delle presenze e delle reti in nazionale ― Stati Uniti | Cronologia completa delle presenze e delle reti in nazionale ― Stati Uniti | Cronologia completa delle presenze e delle reti in nazionale ― Stati Uniti |
| Data                                                                       | Città                                                                      | In casa                                                                    | Risultato                                                                  | Ospiti                                                                     | Competizione                                                               | Reti                                                                       | Note                                                                       |
| -------------------------------------------------------------------------- | -------------------------------------------------------------------------- | -------------------------------------------------------------------------- | -------------------------------------------------------------------------- | -------------------------------------------------------------------------- | -------------------------------------------------------------------------- | -------------------------------------------------------------------------- | -------------------------------------------------------------------------- |
| 5-9-1974                                                                   | Monterrey                                                                  | Messico                                                                    | 3 – 1                                                                      | Stati Uniti                                                                | Amichevole                                                                 | -                                                                          |                                                                            |
| 8-9-1974                                                                   | Dallas                                                                     | Stati Uniti                                                                | 0 – 1                                                                      | Messico                                                                    | Amichevole                                                                 | -                                                                          |                                                                            |
| 26-3-1975                                                                  | Poznań                                                                     | Polonia                                                                    | 7 – 0                                                                      | Stati Uniti                                                                | Amichevole                                                                 | -                                                                          |                                                                            |
| 24-6-1975                                                                  | Seattle                                                                    | Stati Uniti                                                                | 0 – 4                                                                      | Polonia                                                                    | Amichevole                                                                 | -                                                                          | 67’                                                                        |
| 24-09-1976                                                                 | Vancouver                                                                  | Canada                                                                     | 1 – 1                                                                      | Stati Uniti                                                                | Qual. Mondiali 1978                                                        | -                                                                          |                                                                            |
| 3-10-1976                                                                  | Los Angeles                                                                | Stati Uniti                                                                | 0 – 0                                                                      | Messico                                                                    | Qual. Mondiali 1978                                                        | -                                                                          |                                                                            |
| 15-10-1976                                                                 | Puebla de Zaragoza                                                         | Messico                                                                    | 3 – 0                                                                      | Stati Uniti                                                                | Qual. Mondiali 1978                                                        | -                                                                          |                                                                            |
| 20-10-1976                                                                 | Seattle                                                                    | Stati Uniti                                                                | 2 – 0                                                                      | Canada                                                                     | Qual. Mondiali 1978                                                        | -                                                                          |                                                                            |
| 10-11-1976                                                                 | Port-au-Prince                                                             | Haiti                                                                      | 0 – 0                                                                      | Stati Uniti                                                                | Amichevole                                                                 | -                                                                          |                                                                            |
| 12-11-1976                                                                 | Port-au-Prince                                                             | Haiti                                                                      | 0 – 0                                                                      | Stati Uniti                                                                | Amichevole                                                                 | -                                                                          |                                                                            |
| 14-11-1976                                                                 | Port-au-Prince                                                             | Haiti                                                                      | 0 – 0                                                                      | Stati Uniti                                                                | Amichevole                                                                 | -                                                                          |                                                                            |
| 15-9-1977                                                                  | San Salvador                                                               | El Salvador                                                                | 1 – 2                                                                      | Stati Uniti                                                                | Amichevole                                                                 | -                                                                          |                                                                            |
| 18-9-1977                                                                  | Città del Guatemala                                                        | Guatemala                                                                  | 3 – 1                                                                      | Stati Uniti                                                                | Amichevole                                                                 | -                                                                          |                                                                            |
| 25-9-1977                                                                  | Città del Guatemala                                                        | Guatemala                                                                  | 2 – 0                                                                      | Stati Uniti                                                                | Amichevole                                                                 | -                                                                          |                                                                            |
| 27-9-1977                                                                  | Monterrey                                                                  | Messico                                                                    | 3 – 0                                                                      | Stati Uniti                                                                | Amichevole                                                                 | -                                                                          |                                                                            |
| 30-9-1977                                                                  | Monterrey                                                                  | El Salvador                                                                | 0 – 0                                                                      | Stati Uniti                                                                | Amichevole                                                                 | -                                                                          |                                                                            |
| 6-10-1977                                                                  | Washington                                                                 | Stati Uniti                                                                | 1 – 1                                                                      | Cina                                                                       | Amichevole                                                                 | -                                                                          |                                                                            |
| 10-10-1977                                                                 | Atlanta                                                                    | Stati Uniti                                                                | 1 – 0                                                                      | Cina                                                                       | Amichevole                                                                 | -                                                                          |                                                                            |
| 16-10-1977                                                                 | San Francisco                                                              | Stati Uniti                                                                | 2 – 1                                                                      | Cina                                                                       | Amichevole                                                                 | -                                                                          |                                                                            |
| Totale                                                                     |                                                                            | Presenze                                                                   | 19                                                                         |                                                                            | Reti                                                                       | 0                                                                          |                                                                            |

## Palmarès

### Indoor soccer
- MISL: 3

New York Arrows: 1980, 1981, 1982